# Eliminação bicondicional
Eliminação bicondicional são duas regras de inferência validas da lógica proposicional. Ela permite inferir um condicional de um bicondicional. Se {\displaystyle (P\leftrightarrow Q)} é verdadeiro, logo {\displaystyle (P\to Q)} é verdadeiro, e {\displaystyle (Q\to P)} também será. Por exemplo, se é verdade que eu estou respirando se e somente se estou vivo, então é verdade que se estou respirando, estou vivo; Igualmente, é verdade que se estou vivo, estou respirando. As regras podem ser estabelecidas formalmente como mostrado a seguir:
{\displaystyle {\frac {(P\leftrightarrow Q)}{\therefore (P\to Q)}}}
e
{\displaystyle {\frac {(P\leftrightarrow Q)}{\therefore (Q\to P)}}}
Onde a regra é que sempre que uma instância de "{\displaystyle (P\leftrightarrow Q)}" aparecer em uma linha da prova, ambos "{\displaystyle (P\to Q)}" ou "{\displaystyle (Q\to P)}" podem ser colocados na linha subsequente;

## Notação formal
A regra da eliminação bicondicional pode ser escrita na notação de sequentes:
{\displaystyle (P\leftrightarrow Q)\vdash (P\to Q)}
e
{\displaystyle (P\leftrightarrow Q)\vdash (Q\to P)}
onde {\displaystyle \vdash } é o símbolo da metalógica que significa que {\displaystyle (P\to Q)}, no primeiro caso, e {\displaystyle (Q\to P)} nos outros são consequência sintática de {\displaystyle (P\leftrightarrow Q)} em algum sistema lógica;
ou como a afirmação da verdade funcional tautologia ou teorema da lógica proposicional:
{\displaystyle (P\leftrightarrow Q)\to (P\to Q)}
{\displaystyle (P\leftrightarrow Q)\to (Q\to P)}
onde {\displaystyle P}, e {\displaystyle Q} são proposições expressas em algum sistema formal.